# Phillip Borsos
Phillip Borsos (5 de maig de 1953 - 2 de febrer de 1995) va ser un director, productor i guionista de cinema canadenc nascut a Austràlia. Guanyador quatre vegades del Canadian Film Award i Genie Award i nominat als Premis Oscar, va ser una de les figures principals del cinema canadenc i de la Columbia Britànica durant la dècada de 1980, guanyant elogis i aclamació de la crítica en un moment en què els cineastes canadencs encara lluitaven per captar l'atenció fora de Amèrica del Nord.

## Primers anys i educació
Borsos va néixer a Hobart, Tasmània, Austràlia el 1953. El seu pare era un escultor hongarès i la seva mare una infermera anglesa. La seva família va emigrar al Canadà quan ell tenia cinc anys, establint-se a Trail (Colúmbia Britànica). Borsos va mostrar un interès primerenc en la realització de pel·lícules mentre assistia a l'escola secundària a Maple Ridge. Va adquirir una càmera Bolex de 16 mm del seu pare i va començar a fer curtmetratges i documentals. Després de l'escola secundària, va estudiar cinema al Banff Center School for Fine Arts i a la Vancouver School of Art, ara l'Emily Carr Institute of Art and Design.

## Carrera
Els seus primers treballs van incloure diversos curts destacats per la seva fotografia i ritme. El 1976, va incorporar la seva pròpia empresa, Mercury Pictures, per produir anuncis i pel·lícules patrocinades. Borsos es va establir com a cineasta als anys 70 amb tres curts documentals: Cooperage (1976), Spartree (1977) i  Nails (1979). Tots tres van guanyar el premi al millor curt als Canadian Film Awards, i Nails va rebre una nominació a un Oscar a la categoria de curtmetratge documental.
El 1982, als 27 anys, va emergir com un gran talent de direcció amb el seu primer llargmetratge, The Grey Fox. Explicava la història de Bill Miner, el primer lladre de trens del Canadà, i era protagonitzada per Richard Farnsworth com a Miner, juntament amb Jackie Burroughs com a amant. Aquesta dissecció dramàtica i autèntica de l'oest canadenc va guanyar set Premis Genie, incloent millor pel·lícula i millor director, a més d'haver estat nominada a dos Globus d'Or, inclosa la millor pel·lícula estrangera. Encara es considera una de les millors pel·lícules mai fetes al Canadà.
Va seguir aquest èxit amb el thriller d'assassins en sèrie The Mean Season (1985), protagonitzat per Kurt Russell i Mariel Hemingway; i el drama familiar One Magic Christmas (1985), protagonitzat per Mary Steenburgen i Harry Dean Stanton. Els problemes de producció van perseguir el seu biopic Bethune: The Making of a Hero (1990), protagonitzat per Donald Sutherland com el Dr. Norman Bethune, i va trigar quatre anys insoportables a fer-la. Hi va haver retards, amotinaments de la tripulació, desastres tècnics i disputes interminables pel guió. En zones remotes de la Xina rural, amb buròcrates xinesos com a coproductors, Borsos es va veure empès al límit. Al final, els productors el van deixar fora del procés d'edició final i van acabar la pel·lícula sense ell. Independentment, va rebre elogis de la crítica i li va valer una nominació als Premis Genie al millor director.
La seva darrera pel·lícula, Yellow: El gos valent, es va rodar a la seva casa d'estiu a Mayne Island i als voltants. Basada en el seu guió, amb personatges que portaven el nom dels seus fills, va ser la seva pel·lícula més personal, una aventura sobre un nen encallat al bosc amb el seu gos. Va ser llançat l'any 1995, només un mes abans de morir, i va ser nominada a la millor pel·lícula familiar als Young Artist Awards d'aquell any.

## Vida personal
Borsos estava casat amb Beret, amb qui va tenir dos fills.

## Mort
A principis de 1994, se li va diagnosticar una leucèmia mieloide aguda. He died February 2, 1995, at age 41.

## Llegat
El Whistler Film Festival presenta anualment la Borsos Competition, un conjunt de premis del jurat anomenats en honor a Phillip Borsos, per als quals són elegibles les pel·lícules canadenques que es projectin al festival. Borsos és considerat un pioner de la indústria cinematogràfica de la Columbia Britànican, sent un dels primers directors a utilitzar i destacar els seus paisatges abundants i visualment impressionants, i ajudar a establir la reputació de la província com a Hollywood North.

## Filmografia
| Any  | Film                          | Director | Productor | Guionista | Notes |
| ---- | ----------------------------- | -------- | --------- | --------- | --- |
| 1982 | The Grey Fox                  | Sí       | Sí        | No        | Canadian Screen Award al millor director Premi del Festival Internacional de Cinema de Montreal a la millor pel·lícula Nominat- Globus d'Or a la millor pel·lícula estrangera Nominat- Caribdis d’Or de Taormina |
| 1985 | The Mean Season               | Sí       | No        | No        | Premi Especial al Festival du Film Policier de Cognac |
| 1985 | One Magic Christmas           | Sí       | Sí        | Sí        | Nominat- 8ns Premis Youth in Film – Premi a la pel·lícula excepcional |
| 1990 | Bethune: The Making of a Hero | Sí       | No        | No        | Nominat- Canadian Screen Award al millor director |
| 1995 | Yellow: El gos valent         | Sí       | No        | Sí        | Nominat- 17ns Premis Youth in Film – Millor pel·lícula familiar |

### Curtmetratges
| Any  | Film                     | Director | Productor | Guionista | Notes |
| ---- | ------------------------ | -------- | --------- | --------- | --- |
| 1974 | Cadillac                 | Sí       | No        | No        | |
| 1975 | The Barking Dog          | Sí       | No        | No        | |
| 1976 | Cooperage                | Sí       | No        | No        | Canadian Film Award al millor curtmetratge Nominat- Hugo d’Or al millor documental al Festival Internacional de Cinema de Chicago                       |
| 1977 | Spartree                 | Sí       | Sí        | No        | Canadian Film Award al millor curtmetratge |
| 1977 | Spartree/Making the Film | Sí       | No        | No        | |
| 1979 | Nails                    | Sí       | No        | No        | Premi Genie al millor curtmetratge de cinema Nominat- Oscar al millor curtmetratge documental Nominat- Premi Genie Award ala millor direcció documental |
| 1979 | Racquetball              | Sí       | No        | No        | |